# Hieracium hethlandiae
Hieracium hethlandiae es una especie de planta con flor del género Hieracium, de la familia Asteraceae, orden Asterales.

## Distribución
Hieracium hethlandiae se distribuye por Gran Bretaña.

## Taxonomía
Fue descrita científicamente por (F. Hanb.) Pugsl.
Tratamiento taxonómico
La especie aparece registrada y publicada en J. Ecol.